# Цзян Юйюань
Цзян Юйюань  (кит.: 江 钰源, 1 листопада 1991) — китайська гімнастка, олімпійська чемпіонка.

## Виступи на Олімпіадах
| Олімпіада  | Дисципліна        | Місце             |
| ---------- | ----------------- | ----------------- |
| Пекін 2008 | вільні врави      | 4                 |
| Пекін 2008 | різновисокі бруси | 9 (кваліфікація)  |
| Пекін 2008 | колода            | 15 (кваліфікація) |
| Пекін 2008 | абсолютний залік  | 6                 |
| Пекін 2008 | командний залік   | 1                 |